# Cité Rap
 (août 2023).
Si vous disposez d'ouvrages ou d'articles de référence ou si vous connaissez des sites web de qualité traitant du thème abordé ici, merci de compléter l'article en donnant les références utiles à sa vérifiabilité et en les liant à la section « Notes et références ».
Cité Rap est un festival organisé tous les ans, chaque mois d'octobre, à Saint-Brieuc, en France et dans les communes limitrophes par l'association La ContreMarche. Il existe depuis 1999.

## Présentation
Le festival Cité Rap est fondé en 1999, à l'initiative de jeunes et de services jeunesse de la ville de Saint-Brieuc, en France. Il a pour but de faire découvrir les cultures Urbaines et populaires : musique, arts graphiques, sports de glisse et de danse.
Parallèlement au festival, le concours Buzz Booster est un dispositif national permettant une promotion de la culture hip-hop.